# Rotbald III. (Provence)
Rotbald III. († 1014) war Graf von Provence ab 1005. Er war der einzige Sohn von Graf Rotbald II. und Eimildis von Gévaudan. Mit dem Tod seines Vaters (wohl 1008) erbte er alle dessen Titel und Ländereien.
Er war (seit etwa 1005) der erste Ehemann von Irmingard von Burgund. Das Paar hatte zwei Söhne, die als Stiefsöhne des Königs von Burgund bezeichnet werden, Hugo und Wilhelm V. († 1037), sowie eine Tochter, Emma († nach 1063), die 1019 die Ehefrau von Wilhelm III. Taillefer, Graf von Toulouse, wurde. Mit dieser Ehe kam der Titel des Markgrafen von Provence an das Haus Toulouse.